# Diazirine
| Diazirine                     |
| ----------------------------- |
| Diazirine (allgemeine Formel) |
| 3H-Diazirin                   |
| 3,3-Dimethyl-diazirin         |

Diazirine sind heterocyclische organisch-chemische Stoffe, die einen Dreiring bestehend aus zwei Stickstoffatomen und einem Kohlenstoffatom enthalten, wobei die beiden Stickstoffatome eine Azogruppe (–N=N–) bilden. Die Diazirine zählen zu der größeren Stoffgruppe der Dreiringverbindungen mit zwei Heteroatomen im Ring.

## Synthese
Diazirine können durch die Graham-Reaktion aus einem entsprechenden Amidin hergestellt werden. Alternativ liefert die Oxidation eines Diaziridins ebenfalls ein Diazirin:
Als Oxidationsmittel kann dabei auch Silberoxid  (Ag2O) benutzt werden.

## Eigenschaften
Diazirine zerfallen nach Bestrahlung mit ultraviolettem Licht in radikale Carbene und elementaren Stickstoff. Reine Diazirine können explosionsartig unter Abspaltung von Stickstoff zerfallen:
Diazirine werden in der Biochemie zur Photoaffinitätsmarkierung verwendet.